# Chanás
Os Chanás (da língua chaná "ya" estar e "ña" morte), são uma tribo indígena relacionada com os Charrúas, cujo território ancestral se extende na região do Uruguai, na confluência dos rios Negro e Uruguai, e da Argentina, nas ilhas do delta do Paraná, entre as províncias de Entre Ríos, Santa Fé e Buenos Aires, estendendo-se até Corrientes. Em tempos mais antigos habitaram inclusive em regiões atualmente no Brasil, oeste de Santa Catarina e Paraná, assim como no Paraguái, perto das proximidades de Assunção. Viviam em pequenos grupos e habitavam às proximidades dos charruas. Consistiam em um povo guerreiro caçador-coletor que complementava sua dieta com a pesca. Usavam arco e flechas e eram semi-nômades.

## Situação atual
Além dos descendentes que com este Povo se autoidentificam na província argentina de Entre Ríos e na República Oriental do Uruguai, no ano 2005 ganhou notoriedade pública um integrante desta etnia, que recebeu de suas ancestrais a herança da língua e do conjunto da Cultura e tradições do Povo Chaná, Blas Wilfredo Omar Jaime. Ao longo dos anos crescem as publicações acadêmicas e na mídia sobre a vida de "Don Blas" e o fortalecimento da consciência coletiva que lhe une aos demais descendentes Chanas e charrúas. Blas participa ativamente da reemergência identitária Chaná ministrando cursos sobre a língua e a cultura Chaná no Museu Antonio Serrano, na cidade de Paraná, Argentina, assim como visitando instituições educativas com o fim de visibilizar a herança presente da sua cultura, conhecida como oyendau na lingua chaná.